# Plectroglyphidodon dickii
Plectroglyphidodon dickii là một loài cá biển thuộc chi Plectroglyphidodon trong họ Cá thia. Loài này được mô tả lần đầu tiên vào năm 1839.

## Từ nguyên
Từ định danh của loài được đặt theo tên của George F. Dick, Chủ tịch của Hiệp hội Lịch sử Tự nhiên Mauritius, là nơi mà bản mô tả về loài này được xuất bản.

## Phạm vi phân bố và môi trường sống
P. dickii có phạm vi phân bố rộng khắp khu vực Ấn Độ Dương - Thái Bình Dương. Từ bờ biển Đông Phi, loài này được ghi nhận trải dài về phía đông đến quần đảo Line và Tuamotu; ngược lên phía bắc đến vùng biển phía nam Nhật Bản; giới hạn phía nam đến Úc.
P. dickii sống gần những rạn san hô ngoài khơi và trong các đầm phá, đặc biệt là những rạn san hô thuộc chi Pocillopora và Acropora, ở độ sâu đến ít nhất là 15 m.

## Mô tả

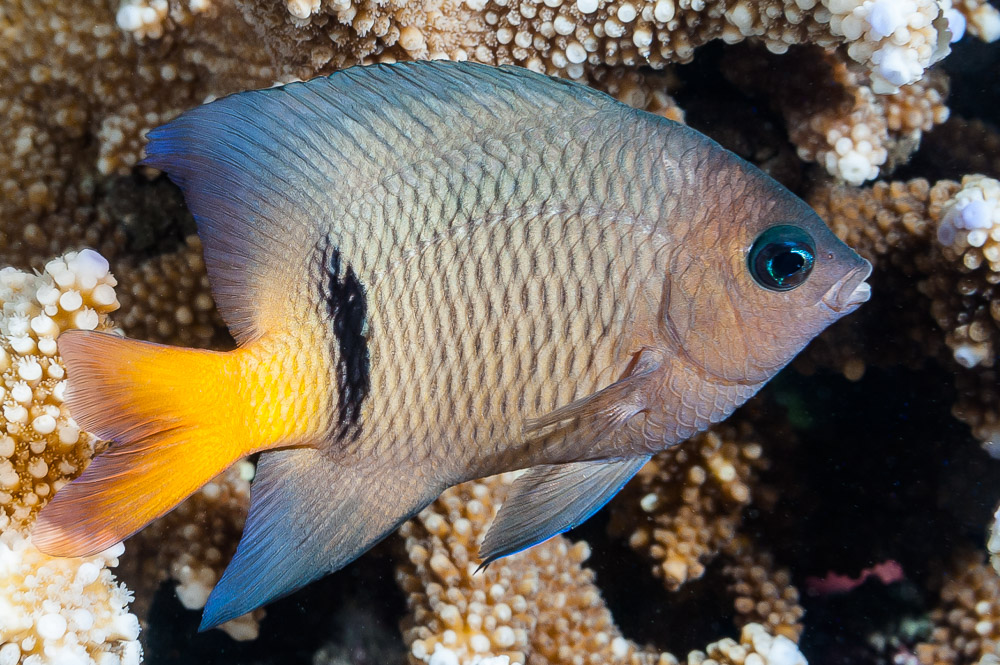
P. dickii (đuôi cam)

P. dickii có chiều dài cơ thể tối đa được ghi nhận là 11 cm. Cơ thể của P. dickii có màu nâu tanin, vảy viền nâu với một dải sọc đen ở thân sau, gần cuống đuôi. Cuống và vây đuôi có màu trắng, tuy nhiên nhiều cá thể được quan sát có cuống và vây đuôi màu cam. Vây ngực màu vàng. P. dickii có kiểu hình tương tự với loài Plectroglyphidodon johnstonianus nhưng toàn thân và đuôi của P. johnstonianus là màu nâu.
Số gai ở vây lưng: 12; Số tia vây ở vây lưng: 16–18; Số gai ở vây hậu môn: 2; Số tia vây ở vây hậu môn: 14–16; Số tia vây ở vây ngực: 19; Số vảy đường bên: 21–22; Số lược mang: 16–17.

## Sinh thái học
Thức ăn của P. dickii là tảo sợi và các loài thủy sinh không xương sống nhỏ, đôi khi bao gồm cả cá nhỏ. Tuy nhiên, P. dickii cũng có thể ăn cả polyp san hô và hải quỳ, đặc biệt là những khu vực có sự phát triển phong phú của những loài này. Điều này cho thấy, P. dickii có tính mềm dẻo trong tập tính kiếm ăn.
Trứng của chúng bám dính vào chất nền. Cá đực có nhiệm vụ bảo vệ và chăm sóc trứng.